# 나이지리아 피진

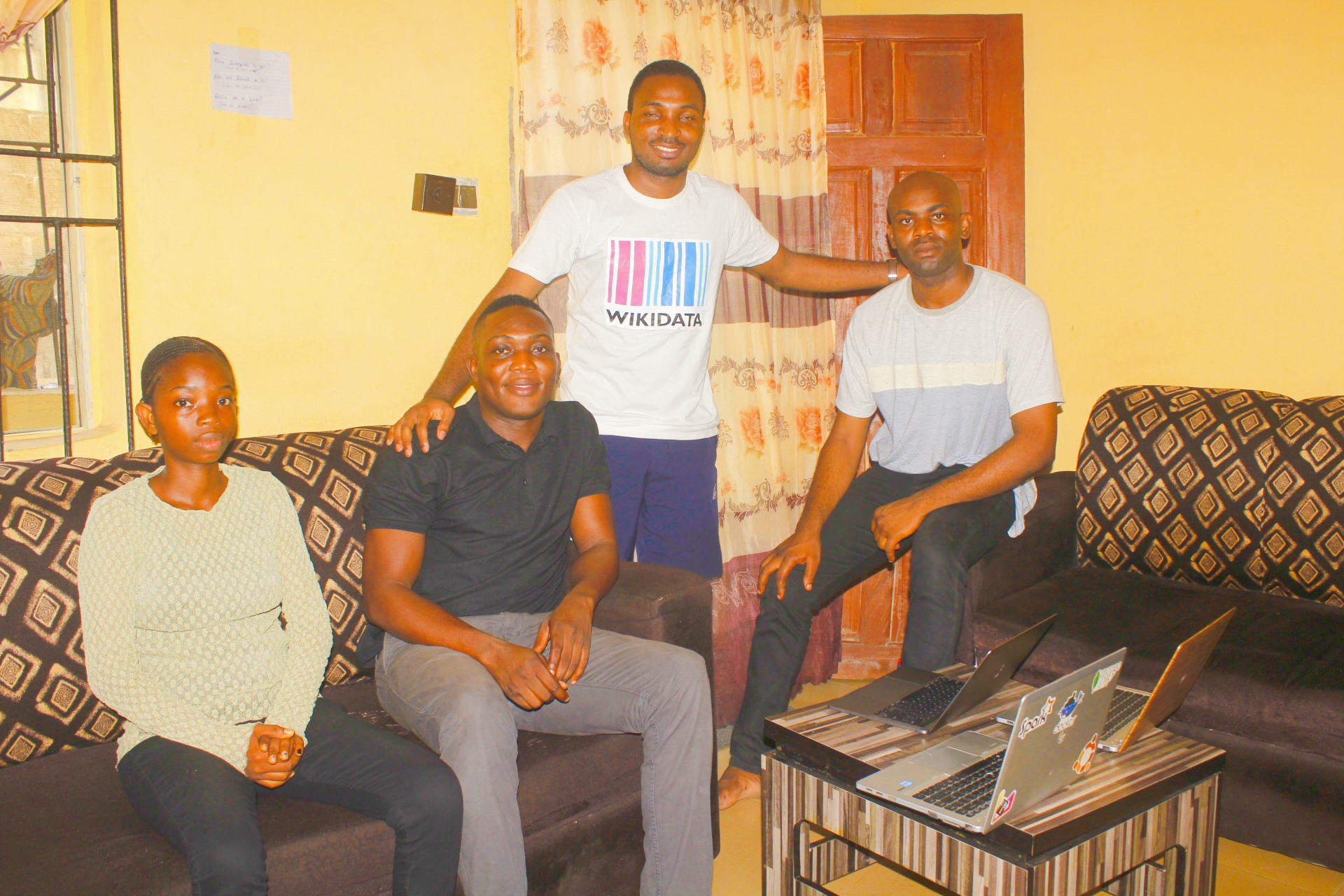

나이지리아 피진(나이지리아 피진어: Naijá)은 영어를 기반으로 하여 다양한 서아프리카 언어들의 요소가 섞인 크리올로서, 나이지리아 전역에서 링구아 프랑카로 사용된다. 현지에서는 보통 '피진'(Pijin) 또는 '브로쿤'(Broken)으로 불린다. 나이지리아 피진은 피진, 크리올, 슬랭, 혹은 비크레올화된 상층 방언(acrolect)으로서 사용되며, 화자들은 사회적인 환경에 따라 각자 다른 방법으로 해당 언어를 구사한다. 나이지리아 피진 특유의 발음과 철자법을 염두에 둔 고유의 표기법 또한 고안되어 널리 사용되고 있다. 나이지리아 피진은 나이지리아에서 전국적으로 사용되지만 공식적인 지위는 없다.
나이지리아 피진의 변형은 서아프리카와 중앙아프리카 지방의 적도 기니, 가나, 카메룬과 같은 나라에서도 사용된다.
2011년에 구글은 나이지리아 피진 "I am feeling lucky" 검색을 지원했다. 또한 2017년에 BBC는 나이지리아 피진으로 서비스를 시작했다.

## 같이 보기
- 피칭글리스
- 크리올
- 자메이카 크리올